# Sapwaturrahman
Sapwaturrahman (né le 13 mai 1994 à Brang Biji, un kelurahan du kabupaten de Sumbawa) est un athlète indonésien, spécialiste du sprint et du saut en longueur.
Le 17 juin 2018, il bat le record national du saut en longueur en 7,98 m à Yecheon, en Corée. Le 26 août 2018, il bat à nouveau ce record en 8,09 m pour remporter le bronze lors des Jeux asiatiques de 2018 à Jakarta.
Le 31 mars 2019, il saute 7,97 m (+0.5) à Kuala Lumpur.	